# SUW 2000
SUW 2000 — система швидкої зміни ширини колісних пар на залізниці, розроблена в Познані, Польським інженером Річардом Шувальським (пол. Ryszard Suwalski). Оригінальною метою розробки було швидке за часом подолання переходу між коліями різної ширини на Польських кордонах з Україною, Литвою, Молдовою. Механізм SUW 2000 дозволяє колісній парі швидко, на ходу, при швидкості до 30 км/год, адаптуватись до трьох поширених в Європі стандартів колій - 1600 (Португалія та Іспанія), 1435 (Майже вся західна частина Європи) та 1520 (Україна, Білорусь, Росія, Латвія та ін). Станом на 2016 рік, впровадження системи через ряд бюрократичних, технічних перепон майже не проводиться. Кордони  Польщі обладнані цією системою лише в трьох місцях. З обох сторін на польсько-українському кордоні є декілька потягів та рейкових автобусів, які використовують систему SUW 2000.

## Передумови
Створення такої системи стало необхідним через перевантаження вантажу на кордонах (часто ручне), пересадки людей, перекачування рідин з цистерн, великих затрат при зміні візків колісних пар під потягом. Всі ці речі становлять додаткові логістичні витрати, сповільнюють перетин кордону, також впливають на вартість квитка для кінцевого пасажира. Перший потяг Краків-Київ обладнаний системою SUW 2000 перетнув кордон в 2003 році.

## Переваги
- Швидка зміна ширини колісної пари, зменшення частки ручної праці
- Зменшення часу перетину кордону мереж з 40 хвилин до декількох хвилин
- Здешевлення перетину кордону
- Покращення логістики

## Недоліки
- Станом на 2012 рік, система не сертифікована Організацією співробітництва залізниць, впроваджена на трьох пунктах та не розвивається.
- Недосконалість, збої, дороговартісний ремонт, що робить деякі потяги нерентабельними навіть при повній завантаженості. Масове впровадження могло б здешевити ремонт, який робиться дуже обмежено та коштує дорого.
- Не розкриття документації польською стороною, неодноразово повідомлялось про те, що технічна документація не передається вільно для української сторони, тобто нові деталі можна лише купити.
- Система має конструктивні недоліки і в ряді випадків не спрацьовує[3]